# José Luis Molina Quesada
José Luis Molina Quesada (San José, 23 de julio de 1926), es un jurista, político y profesor costarricense. Sus padres fueron José Luis Molina Herrera y Carmen Quesada Montes de Oca.

## Trayectoria
Se graduó de Licenciado en Derecho y Notario Público por la Universidad de Costa Rica (1952). Hizo estudios sobre Legislación y Desarrollo Centroamericano, con título de posgrado en la Universidad de Costa Rica. En 2009, a los 82 años de edad, se graduó de Doctor en Educación en la Universidad de La Salle.
Miembro de la Junta Directiva de la Caja Costarricense de Seguro Social (1958-1965 y 1982-1984), asistió a conferencias internacionales sobre la seguridad social realizadas en Inglaterra, México y Paraguay. Destaca la construcción del Benemérito Hospital México, que él junto con los demás miembros de la Junta Directiva, solicitaron apoyo a México a raíz de que la empresa que construía este hospital no terminó el mismo porque quebró. México donó el restante de la construcción, así como su mobiliario. De ahí se denominó "Hospital México" en agradecimiento a la buena voluntad de esa nación.
Fue profesor de Derecho Internacional Público y de Aspectos Jurídicos de la Administración Pública en la Universidad de Costa Rica, y profesor de Derecho Internacional Público y de Derecho Constitucional en la Universidad de La Salle. De 1989 a 1990 fue el primer Director del Instituto diplomático de la Cancillería costarricense, que lleva el nombre de Manuel María de Peralta y Alfaro.
Desde sus años de estudiante en la Universidad de Costa Rica fue activista en el Centro de Estudios de los Problemas Nacionales, del Partido Socialdemócrata y de Liberación Nacional. Fue diputado de la Asamblea Legislativa de noviembre de 1953 a diciembre de 1957. Electo nuevamente diputado de mayo de 1966 a abril de 1970. Durante este último periodo fue nombrado presidente de la Asamblea Legislativa, de mayo de 1969 a abril de 1970, siendo diputado de oposición hecho que no se repitió neuvamente hasta 2011. En el ejercicio de este cargo participó en la Comisión Mediadora del Conflicto Centroamericano Honduras-El Salvador. Fue Delegado de Costa Rica en el seminario sobre “Participación de la juventud en la divulgación de los derechos humanos”, efectuado en Belgrado, Yugoslavia, representante permanente de Costa Rica ante las Naciones Unidas (1970-1973), invitado de honor del gobierno de Israel, Japón y Corea, entre otros.
Fue Magistrado de la Sala Constitucional de la Corte Suprema de Justicia desde su creación en 1989.
Profesor, lector de tesis y tutor de gran cantidad de abogados en Costa Rica, quienes lo consideran un maestro en la materia.